# Allium samothracicum
Allium samothracicum är en amaryllisväxtart som beskrevs av Dimitrios Tzanoudakis, Arne Strid och Kit Tan 2000. Allium samothracicum ingår i släktet lökar, och familjen amaryllisväxter.
Artens utbredningsområde är Grekland. Inga underarter finns listade i Catalogue of Life.